# Reiner Andreas Neuschäfer
Reiner Andreas Neuschäfer (* 1. Oktober 1967 in Köln-Kalk; † 16. November 2016 in Grefrath) war ein deutscher evangelischer Theologe, Religionspädagoge, Pfarrer und Autor.

## Leben
Neuschäfer besuchte das Cusanus-Gymnasium in Erkelenz. 1987 begann er das Studium der Evangelischen Theologie. Er studierte in Krelingen (Geistliches Rüstzentrum) bei Walsrode sowie in Erlangen, Prag, Mainz und Wuppertal. Er war Vikar und Pfarrer zur Anstellung in Krefeld-Uerdingen, Gummersbach und Bergneustadt. Von 2000 bis 2008 war er Schulbeauftragter für Evangelischen Religionsunterricht in Südthüringen. Er lebte anschließend in Erkelenz und Grefrath. Im Jahr 2010 wurde er an der Universität Erfurt mit der Arbeit: „Kinderbibelkanon? Kinderbibeln als Auswahlbibeln zwischen 1955 und 2006“ promoviert.

## Leistungen
Neuschäfer schrieb und veröffentlichte in den Jahren 2002 bis 2016 insbesondere über religionspädagogische Themen. Er publizierte über Kinderbibeln, Kinderbibelwochen, Gottesbilder, Trauer und christliche Spiritualität. 
Er verfasste zahlreiche biografische Schriften und wissenschaftliche Lexikonartikel z. B. über Matthias Claudius, Anne de Vries, Paul Gerhardt, August Hermann Francke, Dietrich Bonhoeffer, Karlmann Beyschlag, Martin Luther, Elise Ingetraut Ludolphy, Ernst Lerle, Helmut Lamparter und Paul Gerhard Aring. 
Er rezensierte in Fachzeitschriften. Er verfasste Bücher mit Arbeitsmaterialien zum Religionsunterricht. Seine Bücher über eine seelsorgliche Schulkultur (Das brennt mir auf der Seele. Anregungen für eine seelsorgliche Schulkultur, 2007) und über Inklusion (Inklusion in religionspädagogischer Perspektive, 2013) haben den Diskurs mitbestimmt. 